# Fatou Guewël
Fatou Guewël est une chanteuse sénégalaise née en Juin 1964. 

## Biographie
Elle est issue d'une famille de griots. De fait, géwël signifie "griot" en wolof.